# Pavlovce (okres Vranov nad Topľou)
Pavlovce jsou obec na Slovensku v okrese Vranov nad Topľou v Prešovském kraji na úpatí Slanských vrchů. Žije zde 797 obyvatel.

## Poloha
Obec se nachází na severovýchodním okraji Slanských vrchů, v údolí Pavlovského potoka v povodí řeky Topľa. Severní část území je mírně zvlněná pahorkatina, jižní část je členitá vrchovina s nesouvislým porostem buků a dubů. Nadmořská výška území je v rozmezí 230–1025 m, centrum obce leží ve výšce 300 m n. m.
Obec je vzdálena pět a půl kilometru od Hanušovců nad Topľou, 21 km od Prešova a 29 km od Vranova nad Topľou.
K obci patří také osada Podlipníky severovýchodně od hlavní obce v nadmořské výšce 235 m.

### Sousední obce
Sousedními obcemi jsou Radvanovce a Chmeľov na severu, Medzianky na severovýchodě, Hanušovce nad Topľou na východě, Petrovce a Zlatá Baňa na jihu, Podhradík a Okružná na jihozápadě, Šarišská Poruba na západě a Lipníky na severozápadě.

## Historie
První písemná zmínka o obci je z roku 1359, kde je uváděna jako Paluagasa v územním sporu mezi panstvími Kapušany a Solivar. V roce 1427 je daněna z 25 port. V témže roce se oddělila východní část, pozdější Kecerovské Pavlovce, které zůstaly samostatnou obcí až do roku 1944. Zbývající část patřila do 17. století Kapyům, v 19. století Ghillányiům. V roce 1828 zde bylo 40 domů a 322 obyvatel, kteří se živili pálením vápna, zemědělstvím, chovem dobytka a tkalcovstvím.

## Kostel
V obci je římskokatolický filiální kostel svatého Petra a Pavla z roku 1956 náleží pod římskokatolickou farnost Nanebevzetí Panny Marie v Hanušovcích nad Topľou děkanát Vranov nad Topľou arcidiecéze košické. Kostel je jednolodní stavba s rovným závěrem a představěnou věží. Loď má rovný strop.  Nový hlavní oltář s oltářním obrazem svatého Petra a Pavla byl vysvěcen v roce 2000. Boční oltář má obraz Nejsvětější Srdce Ježíšovo.